# Damernas turnering i volleyboll vid centralamerikanska och karibiska spelen 2023
Damernas turnering i volleyboll vid centralamerikanska och karibiska spelen 2023 utspelade sig mellan 4 och 8 juli 2023 i San Salvador, El Salvador. Det var den 21:a upplagan av turneringen och åtta centralamerikanska och karibiska landslag deltog. Dominikanska republiken vann tävlingen för åttonde gången genom att besegra Puerto Rico i finalen.. Jineiry Martínez, Dominikanska republiken, utsågs till mest värdefulla spelare medan Gaila González, också Dominikanska republiken, var främsta poängvinnare.

## Arenor
|                                                                           |  |  |
|                                                                           |  |  |
| Palacio Carlos Hernández Stad: San Salvador Kapacitet: 6 000 Öppnad: 1980 |  |  |

## Regelverk

### Format
Tävlingen bestod av två delar:
- Gruppspel  i två grupper om fyra lag där alla möte alla andra lag en gång.
- De två främsta lagen i varje grupp gick vidare till semifinaler och final/match om tredjepris, medan de två sista lagen i varje grupp spelade motsvarande spel om plats 5-8. Varje möte avgjordes genom en direkt avgörande match.

### Rankningskriterier
Om slutresultatet blev 3-0 eller 3-1 tilldelades 3 poäng till det vinnande laget och 0 till det förlorande laget, om slutresultatet blev 3-2 tilldelades 2 poäng till det vinnande laget och 1 till det förlorande laget. 
Rankningsordningen definierades utifrån:
- Antal vunna matcher
- Poäng
- Kvot vunna / förlorade set
- Kvot vunna / förlorade poäng.
- Inbördes möte(n)

## Deltagande lag
| Lag                     | Deltog senast     |
| ----------------------- | ----------------- |
| Costa Rica              | Barranquilla 2018 |
| Colombia                | Barranquilla 2018 |
| Kuba                    | Barranquilla 2018 |
| El Salvador             | El Savador 2002   |
| Mexiko                  | Barranquilla 2018 |
| Puerto Rico             | Barranquilla 2018 |
| Dominikanska republiken | Barranquilla 2018 |
| Trinidad och Tobago     | Barranquilla 2018 |

## Turneringen

### Gruppspel
| Grupp A                 | Grupp B             |
| ----------------------- | ------------------- |
| Costa Rica              | Colombia            |
| Mexiko                  | Kuba                |
| Puerto Rico             | El Salvador         |
| Dominikanska republiken | Trinidad och Tobago |

#### Grupp A

##### Resultat
| 4 juli 2023 Palacio Carlos Hernández, San Salvador Speltid: 2h:06 - Åskådare: 900   | Puerto Rico             | 3 - 1 | Mexiko      | 25-15, 25-20, 21-25, 25-23 |
| 4 juli 2023 Palacio Carlos Hernández, San Salvador Speltid: 1h:04 - Åskådare: 300   | Dominikanska republiken | 3 - 0 | Costa Rica  | 25-7, 25-11, 25-17         |
| 5 juli 2023 Palacio Carlos Hernández, San Salvador Speltid: 1h:08 - Åskådare: 500   | Puerto Rico             | 3 - 0 | Costa Rica  | 25-13, 25-13, 25-9         |
| 5 juli 2023 Palacio Carlos Hernández, San Salvador Speltid: 1h:24 - Åskådare: 800   | Dominikanska republiken | 3 - 0 | Mexiko      | 25-23, 25-19, 25-17        |
| 6 juli 2023 Palacio Carlos Hernández, San Salvador Speltid: 1h:12 - Åskådare: 300   | Mexiko                  | 3 - 0 | Costa Rica  | 25-11, 25-16, 25-13        |
| 6 juli 2023 Palacio Carlos Hernández, San Salvador Speltid: 1h:51 - Åskådare: 1 600 | Dominikanska republiken | 3 - 1 | Puerto Rico | 25-19, 25-16, 22-25, 25-21 |

##### Sluttabell
| Pos. | Lag                     | Pt | G | V | P | VS | FS | Kvot  | VP  | FP  | Kvot  |
| ---- | ----------------------- | -- | - | - | - | -- | -- | ----- | --- | --- | ----- |
| 1.   | Dominikanska republiken | 14 | 3 | 3 | 0 | 9  | 1  | 9,000 | 247 | 171 | 1,444 |
| 2.   | Puerto Rico             | 10 | 3 | 2 | 1 | 7  | 4  | 1,750 | 252 | 215 | 1,172 |
| 3.   | Mexiko                  | 6  | 3 | 1 | 2 | 4  | 6  | 0,666 | 213 | 211 | 1,009 |
| 4.   | Costa Rica              | 0  | 3 | 0 | 3 | 0  | 9  | 0,000 | 110 | 225 | 0,488 |

      Vidare till spel om plats 1-4.
      Vidare till spel om plats 5-8.

#### Grupp B

##### Resultat
| 4 juli 2023 Palacio Carlos Hernández, San Salvador Speltid: 1h:55 - Åskådare: 1 100 | Colombia    | 3 - 1 | Kuba                | 25-21, 25-18, 18-25, 26-24 |
| 4 juli 2023 Palacio Carlos Hernández, San Salvador Speltid: 1h:24 - Åskådare: 2 900 | El Salvador | 3 - 0 | Trinidad och Tobago | 25-17, 25-23, 25-21        |
| 5 juli 2023 Palacio Carlos Hernández, San Salvador Speltid: 0h:59 - Åskådare: 1 600 | Colombia    | 3 - 0 | Trinidad och Tobago | 25-9, 25-9, 25-6           |
| 5 juli 2023 Palacio Carlos Hernández, San Salvador Speltid: 1h:08 - Åskådare: 1 600 | El Salvador | 0 - 3 | Kuba                | 19-25, 6-25, 10-25         |
| 6 juli 2023 Palacio Carlos Hernández, San Salvador Speltid: 1h:08 - Åskådare: 500   | Kuba        | 3 - 0 | Trinidad och Tobago | 25-16, 25-17, 25-17        |
| 6 juli 2023 Palacio Carlos Hernández, San Salvador Speltid: 0h:57 - Åskådare: 3 000 | El Salvador | 0 - 3 | Colombia            | 6-25, 11-25, 5-25          |

##### Sluttabell
| Pos. | Lag                 | Pt | G | V | P | VS | FS | Kvot  | VP  | FP  | Kvot  |
| ---- | ------------------- | -- | - | - | - | -- | -- | ----- | --- | --- | ----- |
| 1.   | Colombia            | 14 | 3 | 3 | 0 | 9  | 1  | 9,000 | 244 | 134 | 1,820 |
| 2.   | Kuba                | 11 | 3 | 2 | 1 | 7  | 3  | 2,333 | 238 | 179 | 1,329 |
| 3.   | El Salvador         | 5  | 3 | 1 | 2 | 3  | 6  | 0,500 | 132 | 211 | 0,625 |
| 4.   | Trinidad och Tobago | 0  | 3 | 0 | 3 | 0  | 9  | 0,000 | 135 | 225 | 0,600 |

      Vidare till spel om plats 1-4.
      Vidare till spel om plats 5-8.

### Slutspelsfasen

#### Spel om plats 1-4
|  | Semifinaler | Semifinaler             | Semifinaler |             |    | Final                   | Final               | Final               |  |
|  |             |                         |             |             |    |                         |                     |                     |  |
|  | 1A          | Dominikanska republiken | 3           |             |    |                         |                     |                     |  |
|  | 1A          | Dominikanska republiken | 3           |             |    |                         |                     |                     |  |
|  | 2B          | Kuba                    | 0           |             |    |                         |                     |                     |  |
|  | 2B          | Kuba                    | 0           |             | 1A | Dominikanska republiken | 3                   |                     |  |
|  |             |                         |             |             | 1A | Dominikanska republiken | 3                   |                     |  |
|  |             |                         | 2A          | Puerto Rico | 0  |                         |                     |                     |  |
|  | 1B          | Colombia                | 2A          | Puerto Rico | 0  | 1                       |                     |                     |  |
|  | 1B          | Colombia                |             |             |    | 1                       |                     |                     |  |
|  | 2A          | Puerto Rico             | 3           |             |    | Match om tredjepris     | Match om tredjepris | Match om tredjepris |  |
|  | 2A          | Puerto Rico             | 3           |             |    |                         |                     |                     |  |
|  |             |                         |             |             |    |                         |                     |                     |  |
|  |             |                         |             |             |    | 2B                      | Kuba                | 3                   |  |
|  |             |                         |             |             |    | 2B                      | Kuba                | 3                   |  |
|  |             |                         |             |             |    | 1B                      | Colombia            | 0                   |  |

##### Semifinaler
| 7 juli 2023 Palacio Carlos Hernández, San Salvador Speltid: 1h:09 - Åskådare: 1 500 | Dominikanska republiken | 3 - 0 | Kuba        | 25-13, 25-19, 25-15       |
| 7 juli 2023 Palacio Carlos Hernández, San Salvador Speltid: 1h:48 - Åskådare: 1 500 | Colombia                | 1 - 3 | Puerto Rico | 23-25, 15-25, 25-8, 18-25 |

##### Match om tredjepris
| 8 juli 2023 Palacio Carlos Hernández, San Salvador Speltid: 1h:33 - Åskådare: 3 000 | Kuba | 3 - 0 | Colombia | 25-22, 28-6, 25-22 |

##### Final
| 8 juli 2023 Palacio Carlos Hernández, San Salvador Speltid: 1h:20 - Åskådare: 2 600 | Dominikanska republiken | 3 - 0 | Puerto Rico | 25-19, 25-19, 25-16 |

#### Spel om plats 5-8
|  | Matcher om plats 5-8 | Matcher om plats 5-8 | Matcher om plats 5-8 |            |    | Match om femteplats  | Match om femteplats  | Match om femteplats  |  |
|  |                      |                      |                      |            |    |                      |                      |                      |  |
|  | 3A                   | Mexiko               | 3                    |            |    |                      |                      |                      |  |
|  | 3A                   | Mexiko               | 3                    |            |    |                      |                      |                      |  |
|  | 4B                   | Trinidad och Tobago  | 0                    |            |    |                      |                      |                      |  |
|  | 4B                   | Trinidad och Tobago  | 0                    |            | 3A | Mexiko               | 3                    |                      |  |
|  |                      |                      |                      |            | 3A | Mexiko               | 3                    |                      |  |
|  |                      |                      | 4A                   | Costa Rica | 0  |                      |                      |                      |  |
|  | 3B                   | El Salvador          | 4A                   | Costa Rica | 0  | 0                    |                      |                      |  |
|  | 3B                   | El Salvador          |                      |            |    | 0                    |                      |                      |  |
|  | 4A                   | Costa Rica           | 3                    |            |    | Match om sjundeplats | Match om sjundeplats | Match om sjundeplats |  |
|  | 4A                   | Costa Rica           | 3                    |            |    |                      |                      |                      |  |
|  |                      |                      |                      |            |    |                      |                      |                      |  |
|  |                      |                      |                      |            |    | 4B                   | Trinidad och Tobago  | 3                    |  |
|  |                      |                      |                      |            |    | 4B                   | Trinidad och Tobago  | 3                    |  |
|  |                      |                      |                      |            |    | 3B                   | El Salvador          | 1                    |  |

##### Matcher om plats 5-8
| 7 juli 2023 Palacio Carlos Hernández, San Salvador Speltid: 1h:13 - Åskådare: 200 | Mexiko      | 3 - 0 | Trinidad och Tobago | 25-15, 25-18, 25-22 |
| 7 juli 2023 Palacio Carlos Hernández, San Salvador Speltid: 1h:18 - Åskådare: 700 | El Salvador | 0 - 3 | Costa Rica          | 13-25, 15-25, 14-25 |

##### Match om sjundeplats
| 8 juli 2023 Palacio Carlos Hernández, San Salvador Speltid: 1h:47 - Åskådare: 150 | Trinidad och Tobago | 3 - 1 | El Salvador | 23-25, 25-17, 25-18, 25-23 |

##### Match om femteplats
| 8 juli 2023 Palacio Carlos Hernández, San Salvador Speltid: 1h:19 - Åskådare: 500 | Mexiko | 3 - 0 | Costa Rica | 25-14, 25-23, 25-18 |

## Slutplaceringar
| Pos | Lag                     |
| --- | ----------------------- |
|     | Dominikanska republiken |
|     | Puerto Rico             |
|     | Kuba                    |
| 4.  | Colombia                |
| 5.  | Mexiko                  |
| 6.  | Costa Rica              |
| 7.  | Trinidad och Tobago     |
| 8.  | El Salvador             |

## Individuella utmärkelser
| Utmärkelse              | Namn               | Lag                     |
| ----------------------- | ------------------ | ----------------------- |
| Mest värdefulla spelare | Jineiry Martínez   | Dominikanska republiken |
| Bästa poängvinnare      | Gaila González     | Dominikanska republiken |
| Bästa servare           | Jocelyn Urías      | Mexiko                  |
| Bästa mottagare         | Brenda Castillo    | Dominikanska republiken |
| Bästa försvarare        | Juliana Toro       | Colombia                |
| Bästa passare           | Niverka Marte      | Dominikanska republiken |
| Bästa högerspiker       | Gaila González     | Dominikanska republiken |
| Bästa vänsterspiker     | Brayelin Martínez  | Dominikanska republiken |
| Bästa vänsterspiker     | Alondra Vázquez    | Puerto Rico             |
| Bästa center            | Jineiry Martínez   | Dominikanska republiken |
| Bästa center            | Geraldine González | Dominikanska republiken |
| Bästa libero            | Juliana Toro       | Colombia                |